# ヴィクトル・ストランドフェルト
ヴィクトル・ストランドフェルト（スウェーデン語: Viktor Strandfält、1887年 - 1962年）は、オーランド諸島の政治家、オーランド諸島自治政府第2代首相。
自身の生地であるフォーグローにおいて、後にオーランド諸島全域の公衆衛生改善に寄与したフィンランドの社会福祉NGO「Folkhälsan」の創設・運営や、国際ロータリーのマリエハムン支部（第1410地区）設立・初代支部長（1947年から1949年まで）を務めるなど、オーランド諸島の社会貢献活動に尽力した。